# Žarko Pregelj
Žarko Pregelj, slovenski politik, poslanec in predmetni učitelj, * 2. september 1956.

## Življenjepis
Leta 1992 je bil izvoljen v 1. državni zbor Republike Slovenije; v tem mandatu je bil član naslednjih delovnih teles:
- Odbor za infrastrukturo in okolje (predsednik),
- Komisija za spremljanje in nadzor lastninskega preoblikovanja družbene lastnine (podpredsednik; od 23. decembra 1993),
- Komisija za nadzor nad delom varnostnih in obveščevalnih služb,
- Komisija za poslovnik,
- Odbor za kulturo, šolstvo in šport in
- Preiskovalna komisija o domnevnem škodljivem, nedopustnem in nezakonitem ter neustavnem delovanju in poslovanju Izvršnega sveta Skupščine mesta Ljubljana, izvršnih svetov Skupščin občin Postojna, Trbovlje in Izola ter vseh tistih izvršnih svetov skupščin občin, pri katerih delovanju so bile s strani Službe družbenega knjigovodstva ali drugih pristojnih državnih organov ugotovljene nepravilnosti in nezakonitosti, ter o sumu zlorabe pooblastil nekaterih javnih funkcionarjev in drugih tovrstnih nepravilnosti.